# Acontia crassivalva
Acontia crassivalva är en fjärilsart som beskrevs av Edward P. Wiltshire 1947. Acontia crassivalva ingår i släktet Acontia och familjen nattflyn. Inga underarter finns listade i Catalogue of Life.